# Национальная народная ассамблея Алжира
Национальное народное собрание (ассамблея) (араб. المجلس الشعبي الوطني‎, фр. Assemblée populaire nationale, аль-Меджлис аль-Шааби аль-Ватани) является нижней палатой парламента Алжира.

## Структура
Она состоит из 462 членов, непосредственно избираемых населением. Из 462 мест 8 зарезервированы для алжирцев, проживающих за рубежом. Члены Народного собрания напрямую избираются через пропорциональное представительство в многомандатных округах сроком на пять лет. Последние выборы этого органа состоялись 4 мая 2017 года. Возрастной ценз, необходимый для избрания в Собрание, составляет 28.
В Алжире насчитывает 48 районов, называемых вилайатами, и 4 заграничных избирательных округа.

## История
Первые выборы Народного национального собрания состоялись 20 сентября 1962 года. В 1963 году президент Республики Алжир Ахмед бен Белла прекратил деятельность Собрания и учредил Революционный совет, находившийся у власти с 1965 по 1976 год. Национальное народное собрание было восстановлено в 1976 году с принятием новой конституции Алжира. До 1991 года правящей партией был Фронт национального освобождения, и, по сути, алжирская конституция 1976 года считала эту партию единственной официальной. Первые альтернативные выборы с несколькими партиями были проведены в декабре 1991 года. В 1996 году законодательная власть разделилась на две палаты, сформировав алжирский парламент с ратификацией новой конституции.